# FBSきょうのニュース
『FBSきょうのニュース』（エフビーエス きょうのニュース）は、1984年4月2日から1988年4月1日まで4年間、福岡放送で生放送されていた平日夕方のローカルワイドニュース番組。協力：読売新聞。

## 放送時間
- 月曜 - 金曜 17:30 - 18:00（1984年4月2日 - 1987年10月2日）
- 月曜 - 金曜 18:30 - 19:00（1987年10月5日 - 1988年4月1日）